# Benedek Lajos (katonatiszt)
Lovag Benedek Lajos, német nevén Ludwig von Benedek (Sopron, 1804. július 14. – Graz, 1881. április 27.)  császári-királyi táborszernagy (k.k. Feldzeugmeister), az 1848–49-es szabadságharcban a császári hadsereg egyik tábornoka, az 1866. évi porosz–osztrák háborúban az osztrák császári csapatok főparancsnoka.

## Élete
Apja Johann Andreas Benedict ("az áldott") őribükkösdi származású soproni orvos, anyja Katharina thurni (Tirol) születésű volt. Anyanyelve német volt, de folyékonyan beszélt magyarul is. Tanulmányait a bécsújhelyi katonai akadémián végezte. Katonai szolgálatát 1823-ban zászlósként kezdte a 27. gyalogezredben. 1840-ben őrnagyi rangban a galíciai főhadparancsnokságon szolgált főhadsegédként. Az 1846-os krakkói felkelés leverésében már alezredesként gyorsan és erélyesen lépett fel, ezért megkapta a Lipót-rend lovagkeresztjét és ezredessé léptették elő. 1847 augusztusától a magyar kiegészítésű 33. (Gyulay) gyalogezred parancsnoka lett és Észak-Itáliába vezényelték. Az itáliai harcokban való helytállásáért megkapta a Katonai Mária Terézia-rend (MMThO) lovagkeresztjét. 1848 májusában Mészáros Lázár magyar hadügyminiszter felajánlotta számára az alakuló magyar honvéd hadsereg főparancsnoki tisztét, Benedek azonban elutasította az ajánlatot.
1849 áprilisában vezérőrnaggyá léptették elő, és Magyarországra vezényelték. Augusztus 5-éig egy dandár parancsnoka volt a Ludwig von Wohlgemuth, majd Franz von Liechtenstein herceg parancsnoksága alatt álló tartalék hadtestben. Részt vett a június 28-ai győri ütközetben, a július 2-ai és július 11-ei komáromi csatákban, majd az augusztus 3-ai újszegedi ütközetben. Az augusztus 5-ei szőregi csatában egysége Lázár Vilmos IX. hadtestével vívott súlyos közelharcot. A csatában Benedek Lajos is súlyosan megsebesült, ezért a szabadságharc további hadműveleteiben nem vett részt.
1849 októberétől az itáliai 2. hadsereg vezérkari főnöke lett, 1852-ben altábornaggyá léptették elő. 1857-től ő volt a galíciai IV. hadtest parancsnoka. Az 1859-es észak-itáliai hadjáratban a VIII. hadtest parancsnokaként vett részt, csapatteste képezte a császári erők jobbszárnyát. A súlyos vereséggel végződő, június 24-ei solferinói csatában ő volt az egyetlen olyan császári tábornok, aki valamilyen részleges sikert el tudott érni. A front északi szakaszán a szárd–piemonti elit csapatok ellen vívott San Martinó-i csata során Benedek csapatai szilárdan helytálltak, fedezve a franciáktól megvert császári főerő biztonságos visszavonulását. Itt tanúsított hősiességéért megkapta a Katonai Mária Terézia-rend (MMThO) parancsnoki keresztjét.

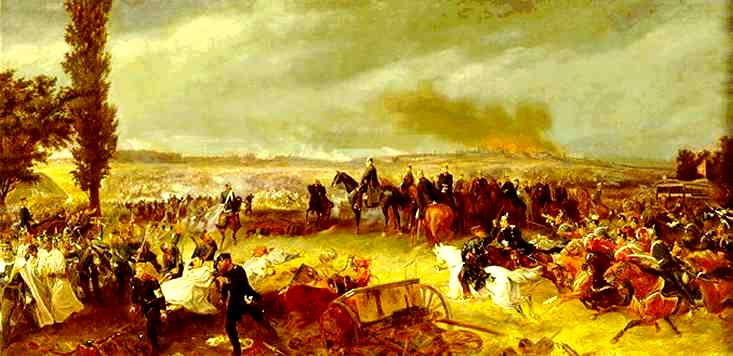
A königgrätzi csata (Georg Bleibtreu)

Solferinói helytállása hírnevet és népszerűséget hozott számára. Novemberben táborszernaggyá (Feldzeugmeister) léptették elő, majd 1860-tól a császári hadsereg vezérkari főnöke lett. I. Ferenc József 1860. április 19-étől Magyarország katonai és polgári kormányzójává nevezte ki. A tisztséget az októberi diploma kiadásáig, október 20-áig töltötte be, majd az itáliai császári hadsereg parancsnoka lett. Tiltakozása ellenére 1866-ban I. Ferenc József őt nevezte ki a poroszok ellen működő északi hadsereg parancsnokává. 1866 júniusában a Moltke által vezetett porosz hadsereg több jelentős ütközetet is megnyert, ezért Benedek békekötést javasolt a császári udvarnak. I. Ferenc József azonban az erők összevonására és döntő ütközet kikényszerítésére adott utasítást. Az 1866. július 3-án megvívott königgrätzi csatában (ma: Hradec Králové, Csehország) a császári haderő súlyos vereséget szenvedett.
A csata után Benedek Lajost tették meg a vereség felelősévé. A hadsereg éléről leváltották, haditörvényszék elé állították. Minden vallomást megtagadott, személyesen a császárnak kívánt jelentést tenni, de erre sohasem kapott alkalmat. Az uralkodó végül személyes utasításával megszüntette ellene a vizsgálatot, de hallgatásra kötelezte a történtekről. Benedek ezután haláláig visszavonultan élt. 

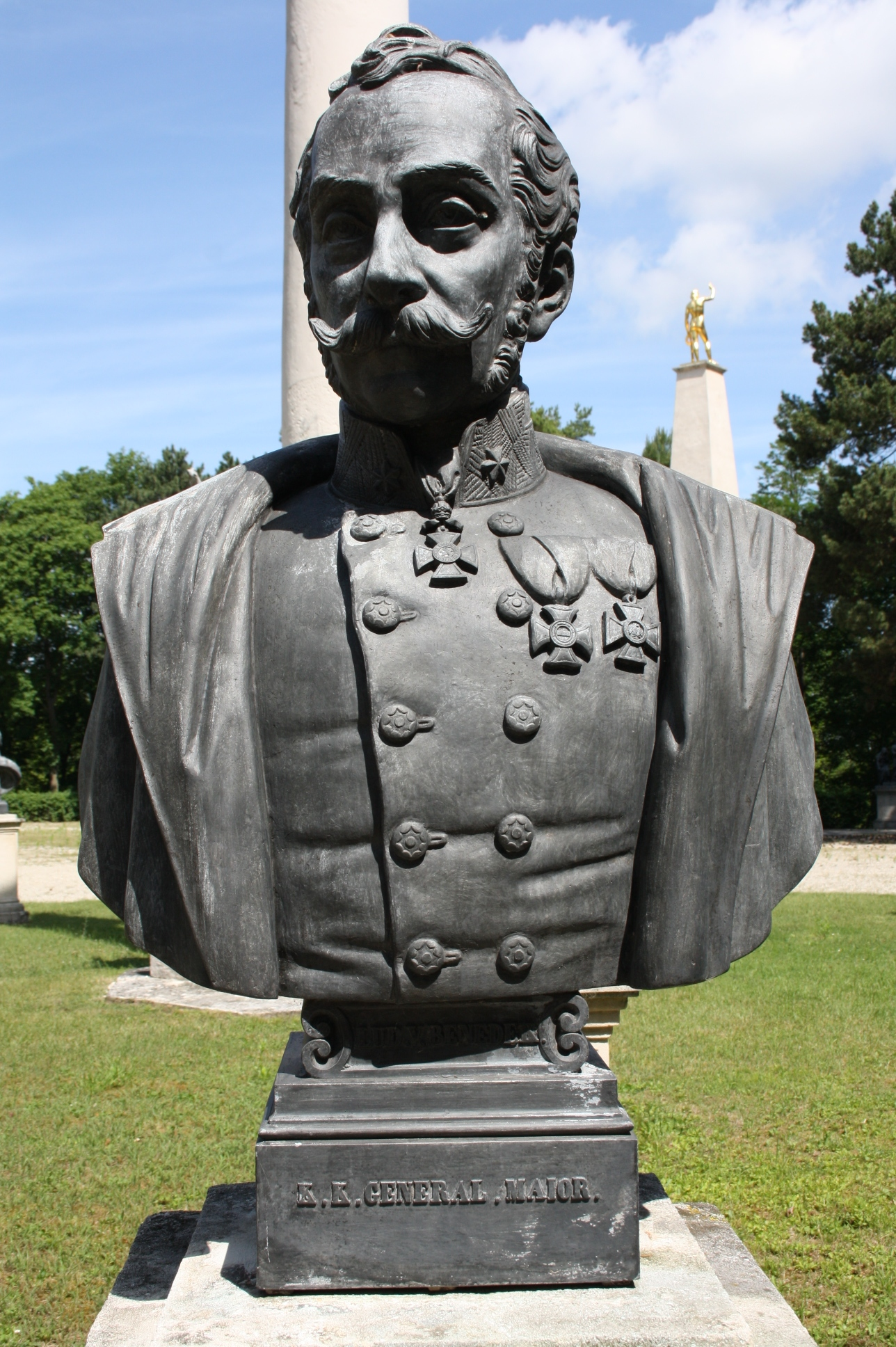
Mellszobra a heldenberg emlékhelyen (Kleinwetzdorf, Alsó-Ausztria)